# Stadthaushotel Hamburg Altona
Koordinaten: 53° 33′ 29,2″ N, 9° 56′ 57″ O
Das Stadthaushotel Hamburg Altona wurde als erstes Integrationshotel Europas bekannt. Es befindet sich im Stadtteil Altona-Altstadt an der Kreuzung Holstenstraße/Max-Brauer-Allee. Betreiber ist die jugend hilft jugend–Arbeit gemeinnützige GmbH. In dem integrativen Hotel arbeiten und lernen Menschen mit und ohne Behinderung zusammen; so haben neun der zwölf Mitarbeiter des Stadthaushotels geistige und körperliche Behinderungen.
Es gelten die Standards normaler Hotels. Darüber hinaus ist die Zugänglichkeit der Zimmer auch für Menschen mit Behinderung Bestandteil des Konzepts. Das Stadthaushotel besitzt vier Einzel-, acht Doppel- und ein Familienzimmer sowie einen Konferenzraum; sieben der Zimmer eignen sich für Rollstuhlfahrer, alle Zimmer sind für Allergiker geeignet. 
Besucht wird es aber zu 70 Prozent von Geschäftsleuten, Familien und Touristen aus der ganzen Welt. In zahlreichen Zeitungsartikeln und Fernsehsendungen, auch international, wurde über das Hotel berichtet. 
Inzwischen entstanden in Deutschland über dreißig Integrationshotels nach dem Konzept des Stadthaushotels Hamburg Altona. Ein Teil von ihnen schloss sich zu dem Verbund Embrace-Hotels zusammen, dem auch das Stadthaushotel angehört.

## Projekt Stadthaushotel Hafencity Hamburg
Der Betreiber des Stadthaushotels Altona plant ein weiteres Integrationshotel, in der Hafencity Hamburg. Mit 80 Zimmern, einem Restaurant, einem Konferenz- und Festsaal sowie einem Tagungsraum entstünde so das größte Integrationshotel Europas. 40 der 60 neu entstehenden Arbeitsplätze sind für Menschen mit Handicap gedacht. Hamburger Persönlichkeiten aus Wirtschaft, Politik und Kultur unterstützen das Vorhaben.

## Geschichte
- 1987 Gründung des Vereins Werkstadthaus Hamburg – gemeinsames Wohnen und Arbeiten behinderter Bürger e.V., von  Eltern behinderter junger Menschen, mit dem Ziel ihren Kindern eine tragfähige Verbindung von Arbeit und Wohnen zu ermöglichen; Planung des Hotelvorhabens
- 1991 Grundsteinlegung des Hotels
- 1993 Eröffnung des Hotels; Auszeichnung mit dem Anerkennungspreis des Hamburger Bürgerpreises
- 1994 Auszeichnung mit dem  Senator-Neuman-Preis
- 2000 Integration des Vereins Werkstadthaus Hamburg e. V. in den Verein jhj Hamburg e.V.; Ausbau und Erweiterung des Hotelangebotes
- 2002 DEHOGA Zertifizierung als Drei-Sterne-Hotel
- 2006 Auszeichnung der Internetseite des Stadthaushotels mit dem BIENE-Award
- 2008 Landessieger für das Bundesland Hamburg, beim Wettbewerb Mutmacher der Nation
- 2009 Bundesverdienstkreuz für Henning Born, Mitbegründer des Stadthaushotels